# Lauw
Lauw é uma comuna francesa na região administrativa de Grande Leste, no departamento Alto Reno. Estende-se por uma área de 4,6 km². Em 2010 a comuna tinha 930 habitantes (densidade: 202,2 hab./km²).